# مقدادیه
مقدادیه (به عربی: المقدادیة، به کردی: شاره‌بان Şareban) شهری در استان دیاله کشور عراق است که در سرشماری سال ۲۰۰۸ میلادی، ۳۶٬۵۰۰ نفر جمعیت داشته است.